# Misracoccus assamensis
Misracoccus assamensis är en insektsart som beskrevs av Rao 1950. Misracoccus assamensis ingår i släktet Misracoccus och familjen pärlsköldlöss. Inga underarter finns listade i Catalogue of Life.